# 札幌市立稲陵中学校
札幌市立稲陵中学校（さっぽろしりつとうりょうちゅうがっこう）は、北海道札幌市手稲区曙にある札幌市の公立中学校。
　　

## 所在地
- 北海道札幌市手稲区曙7条2丁目6-50

## 沿革
1970年代以降、人口の急増が顕著であった曙地区で、生徒や父兄の間から遠隔の中学への登校に対する不満が相次いだことから、1977年に新設された。
- 1977年（昭和52年）4月 - 札幌市立稲陵中学校開校。

## 著名な出身者
- 鈴木貴男 - 男子プロテニス選手。

## その他
- 放送局ではコンクールで最優秀賞を受賞。
- 吹奏楽部では2001年に全日本吹奏楽コンクール札幌地区大会において金賞 並びに全道大会に出場している、
- 2002年（平成14年）中体連全道大会で北村洋史監督（教諭）率いる野球部が全道ベスト8を果たしている。
- ソフトテニス部では地区大会2位を果たしている。